# Soludbrud
Et soludbrud er en voldsom eksplosion i en stjernes (som f.eks. Solens) atmosfære, som udløser en samlet energi, der kan måle helt op til 6 × 1025 Joule. Soludbrud finder sted i solens korona og kromosfære og opvarmer plasma til flere snese millioner grader kelvin og accelererer elektroner, protoner og tungere ioner op til nær lysets hastighed. De fremkalder elektromagnetisk stråling over hele det elektromagnetiske spektrum ved alle bølgelængder fra lange radiobølger til de korteste bølgelængder af gammastråler. De fleste soludbrud sker i aktive regioner omkring solpletter, hvor intense magnetiske felter dukker frem fra Solens overflade og fortsætter ud i koronaen.
Soludbrud får deres kraft fra den pludselige (i tidsskalaer fra minutter til nogle snese minutter) frigivelse af den magnetiske energi, som er oplagret i koronaen.
Røntgenstråling og UV-stråling, som udsendes ved soludbrud kan påvirke Jordens ionosfære og forstyrre langtrækkende radiokommunikation. Den direkte udsendelse af radiobølger i decimeterbåndet kan forstyrre radarer og andre enheder, som virker ved samme bølgelængder.
Soludbrud blev først iagttaget på Solen af Richard Carrington og uafhængigt heraf af Hodgson i 1859 som lokale lysere steder i en solpletgruppe. Stjerneudbrud er også blevet observeret på en række forskellige andre stjerner.
Hyppigheden for soludbruds optræden varierer, fra adskillige tilfælde pr. dag, når Solen er særligt "aktiv" til mindre end et om ugen, når Solen er "rolig". Det "normale" niveau ligger på 5-10 udbrud om dagen i gennemsnit. Store udbrud, som er mindre hyppige end de små, kan dække op til 1 procent af soloverfladen, svarende til et område 10 gange jordoverfladen. Varigheden af et udbrud er proportional med udbrudsområdets størrelse, og den gennemsnitlige varighed ligger mellem 10 og 90 minutter.
Solaktiviteten varierer i en 11-års cyklus, solcyklussen. På højdepunktet af en cyklus er der typisk flere solpletter på Solen og derfor flere soludbrud.

## Klassifikation af soludbrud
Soludbrud inddeles i klasserne A, B, C, M eller X i henhold til deres maksimale flux (målt i watt pr. kvadratmeter, W/m²) af røntgenstråling nær Jorden, som målt af GOES-rumsonden. Klasserne er logaritmisk inddelt, så hver klasse har en maksimal flux, som er ti gange højere end den foregående. Indenfor en klasse underinddeles skalaen lineært fra 1,0 til 9,9, hvorfor et X2-udbrud er to gange så kraftigt som et X1-udbrud og fire gange kraftigere end et udbrud af klassen M5. I klasse X er også værdier højere end 10 mulige. Intensiteten af røntgenstrålingen ligger i intervallet 1,0 til 8,0 Ångstrøm, svarende til nogle kiloelektronvolt. Klasse A går fra 10-8 til 10-7 watt pr. kvadratmeter, mens klasse X starter ved 10-4 watt pr. kvadratmeter.
Det er de mere kraftige udbrud af klasserne M og X, der ofte er forbundet med en række virkninger i rummet nær Jorden.
To af de største udbrud målt af GOES-sonden var af klasse X20 (2 mW/m²) den 16. august 1989 og 2. april 2001. Disse to blev dog overgået af et udbrud den 4. november 2003, som var det kraftigste røntgenstråleudbrud, som nogensinde er målt. Det blev oprindeligt klassificeret som X28 (2,8 mW/m²), men eftersom GOES-detektorerne blev overbelastet, da udbruddet var på sit højeste, menes det – baseret på udbruddets virkning i Jordens atmosfære  – at det lå mellem X40 (4,0 mW/m²) og X45 (4,5 mW/m²). Udbruddet opstod i solpletregion 10486 (øverste billede, som er taget adskillige dage før udbruddet).
Det kraftigste udbrud i de seneste 500 år menes at være sket i september 1859. Det observeredes af den britiske astronom Richard Carrington og efterlod spor i Grønlands indlandsis i form af nitrater og beryllium-10, hvorfor det er muligt nu at måle dets omtrentlige styrke (New Scientist, 2005).

## Risici
Plasmafysikken i processerne er stadig ikke godt forstået, men den involverer med sikkerhed Solens magnetfelt.
Soludbrud og de dermed forbundne koronamasseudstødelser (CME) påvirker det lokale rumvejr kraftigt. De producerer stråler af højenergipartikler i solvinden og i Jordens magnetosfære, som kan udgøre strålingsfare for rumskibe og astronauter. Røntgenstrålingen fra udbrud af X-klassen øger ioniseringen af den øvre atmosfære, hvilket kan forstyrre den kortbølgede radiokommunikation, og øge "trækket" i satellitter med lav bane, så deres omløb bryder sammen. De energirige partikler i magnetosfæren bidrager til polarlys (aurora borealis og aurora australis).
Når soludbrud udløser en kaskade af partikler, tales der om en "protonstorm". Protoner kan passere gennem menneskelegemet og eventuelt forårsage biokemiske skader[kilde mangler]. De fleste protonstorme når Jorden to eller flere timer fra soludbruddet observeres visuelt, men et soludbrud den 20. januar 2005 udløste den højeste koncentration af protoner, som nogensinde er målt direkte , og de ankom til Jorden kun 15 minutter efter observationen, hvilket betyder en fart på omkring en tredjedel af lysets hastighed.
Strålingsrisikoen fra soludbrud og CME-er er en stor bekymring i forbindelse med længere, bemandede rumflyvninger, især til Mars, men også til Månen. En form for fysisk eller magnetisk afskærmning vil være nødvendig for at beskytte astronauterne. I den forbindelse har begivenheden i januar 2005 afkortet den tid, som de vil have til at komme i ly, fra ca. to timer til kun 15 minutter.
Særligt kraftige soludbrud kan også direkte påvirke for eksempel elnettet samt de mange kabler, der forbinder verdens computere i Internettet, om end hændelser af denne størrelse er sjældne – ofte med årtier imellem.

## Særlige rumsonder
Rumsonden Hinode, der oprindeligt kaldtes "Solar B", opsendtes af Japan Aerospace Exploration Agency i september 2006 for at observere soludbrud i mere nøjagtige detaljer. Dens instrumentering, som er foretaget i et internationalt samarbejde, som har omfattet Norge, Storbritannien og USA, fokuserer på de kraftige magnetfelter som kilde til soludbrud.
Sonderne SoHO fra 1996 og Solar Orbiter fra 2025 undersøger andre aspekter af solens magnetfelt og stråling. Sådanne studier kan give information om årsagerne og kan muligvis hjælpe til at forudsige fremtidige udbrud og derved minimere de farlige virkninger på satellitter og astronauter.

## Polarlys
Når de energirige partikler fra et soludbrud når Jorden, afbøjes de af magnetfeltet og spiralerer frem og tilbage mellem jordens magnetiske syd- og nordpol. I atmosfærens øverste lag afgiver de deres kinetiske energi ved at anslå atmosfærens atomer, afgiver energien igen ved emission af fotoner, der ses som polarlys, nordlys eller sydlys.
Andre planeter udviser de samme lysfænomener som følge af soludbrud.